# K-1
K-1 è una società giapponese di promozione delle arti marziali, che organizza l'omonimo torneo di incontri di combattimento per il titolo del migliore combattente nel mondo.
Le tecniche utilizzate durante gli incontri sono tecniche di braccia, tecniche di piede e ginocchiate, e tutte solamente di percussione. Nei combattimenti di K-1 si possono trovare combattenti che arrivano da diverse arti marziali, come Muay Thai, Karate e Taekwondo o dagli sport da ring come Kickboxing, Kyuk Too Ki e Sanda.
Il K-1 è una creazione del Fighting and Entertainment Group (FEG), società di intrattenimento che promuoveva gli sport da combattimento con eventi in Giappone e nel resto del mondo grazie alle promozioni di loro proprietà e che è fallita nel 2012; con gli eventi K-1 la FEG iniziò ad introdurre anche alcuni incontri di MMA fino alla formazione di una società a parte dedita solamente a tale sport, ovvero la Hero's.

## Eventi
Il torneo è suddiviso in Tornei Regionali di Qualificazione (Regional Elimination Tournament) che permettono l'accesso al torneo finale (K-1 World Grand Prix) ed una serie di eventi sotto il nome di K-1 Fighting Network per promuovere il torneo e gli atleti. Esiste una categoria di pesi supermedi (Super Middleweight) da 70,5 kg (155 lb) chiamata K-1 MAX (Middleweight Artistic Xtreme).
Nel 2007 il K-1 ha introdotto due nuovi titoli (Title belt) separati dal torneo principale, che sono il Titolo Mondiale dei Pesi Super-Massimi (Super Heavyweight World Title) per pesi oltre i 100 kg/220 lb ed il Titolo Mondiale per Pesi Massimi (Heavyweight World Title) per atleti sotto i 100 kg/156-220 lb.

### K-1 Grand Prix
Il torneo K-1 Grand Prix dura un anno, durante il quale vi sono 6 World Grand Prix e 4 incontri principali di K-1 MAX. I vincitori accedono alle qualificazioni finali del K-1 e del K-1 MAX WGP disputate nello stadio a cupola della città di Osaka in Giappone.
Gli otto vincitori di questo evento accedono alle finali del K-1 World GP nello stadio a cupola della città di Tokyo in Giappone durante la vigilia di capodanno.
Uno dei campioni più rinomati è il plurititolato Ernesto Hoost.
Il 9 luglio 2003 è uscito per PlayStation 2 il videogioco K-1 World Grand Prix.

## Storia
Questa disciplina fu inventata da Kazuyoshi Ishii, un atleta di kyokushinkai che nel 1980 creò la scuola di Seido-kaikan karate. Riuscì ad organizzare diversi incontri di successo contro altre scuole di arti marziali basandosi originariamente sulle regole del karate Kyokushin knockdown ma vennero adottate gradatamente le regole della Kickboxing. Nel 1993 Kazuyoshi Ishii decise di fondare il K-1 basandosi sulle regole della Kickboxing, restando legato allo Seido-kaikan anche se in maniera indipendente.
Dalla sua nascita fino al 2010 K-1 era leader incontrastato come prestigio tra i tornei di kickboxing, annoverando nel suo roster sempre i lottatori più forti del mondo; nel 2010 una crisi finanziaria impose una ristrutturazione della promozione che fece fronte ad uno stop per quanto riguarda i tornei World Grand Prix, fino al fallimento della società madre Fighting and Entertainment Group avvenuto nel 2012.
Riprese ad organizzare tali prestigiosi tornei nel 2012 dovendo far fronte alla concorrenza di altre organizzazioni come la singaporiana Glory e la romena SuperKombat, le quali potevano vantare i grandi campioni che in precedenza avevano militato nella K-1.
Dal 2014 il K-1 si focalizzò prevalentemente sulla categoria dei pesi piuma, riservando il torneo di quell'anno a kickboxer fino ai 65 kg e per lo più di nazionalità giapponese.

## Tecniche e regole

### Tecniche e colpi
L'obiettivo principale del K-1 è, come nel pugilato, di vincere per fuori combattimento (knockout) o per vittoria ai punti. Gli atterramenti di solito sono causati da serie di colpi dati con calci o pugni o ginocchiate portati alle gambe, al corpo o alla testa. I pugni sono quelli del pugilato come il diretto (jab), il gancio (hook), il montante (uppercut) e il pugno girato (spinning-back), sferrato col dorso della mano.
La difesa tradizionale del pugilato è inefficace contro i calci alle gambe, e quindi gli atleti sono quasi obbligati a muoversi e a contrattaccare continuamente.
Nessun evento tragico è mai accaduto; ciononostante, il rischio di riportare un violento trauma è evidente.

### Regole
- Incontro: ogni incontro dura tre o cinque riprese (round) da tre minuti.
- Termine: ogni incontro può finire per knockout, knockout tecnico (technical knockout), vittoria ai punti (decision), squalifica (disqualification), pareggio (draw) o per squalifica di entrambi gli atleti (no contest).
- Arbitro e medici: sia l'arbitro che i medici del ring sono autorizzati ad interrompere l'incontro.
- Punteggio: tre giudici assegnano per ogni incontro fino a 10 punti per ogni atleta: il vincitore della ripresa (round) riceve 10 punti, mentre il perdente ne riceve nove o di meno. Se la ripresa (round) è pari, entrambi gli atleti ricevono 10 punti.
- Parità: in caso di parità dopo tre riprese (round) i punteggi precedenti vengono scartati e vengono disputati in più uno o due riprese da 3 minuti. Il risultato finale quindi viene deciso sulla base di questa/e ripresa/e aggiunte. Se anche queste ripresa sono pari, i giudici decideranno il vincitore in base a tutte le riprese, considerando anche le più piccole differenze. Un incontro può terminare in parità solamente se entrambi gli atleti vanno a terra allo stesso momento e non possono più alzarsi, o nel caso di infortunio accidentale nelle ultime fasi della gara
- Regola dei tre atterramenti: tre atterramenti (knockdown) durante una ripresa vengono considerati una vittoria per knockout tecnico
- Conteggio obbligatorio fino a 8: l'arbitro deve contare almeno fino ad otto per ogni atterramento, rendendo impossibile il rientro in gara dell'atleta atterrato almeno fino all'otto.
- L'arbitro ha facoltà di dichiarare il termine dell'incontro per fuori combattimento (knockout) di un atleta che appare essere in gravi condizioni e che non possa continuare l'incontro.
- Un atleta può essere salvato dalla campana solo nell'ultimo round.

### Regole per gli incontri dei tornei ad eliminazione diretta (single elimination tournament matches)
- Incontro: ogni incontro dura tre riprese (round) da tre minuti.
- Regola dei due atterramenti: due atterramenti durante una ripresa vengono considerati una vittoria per knockout tecnico ad eccezione della ripresa finale in cui sono necessari tre atterramenti per determinare il knockout tecnico.
- Riserve: uno o due atleti di riserva devono essere stabiliti prima degli incontri ad eliminazione diretta. Se per qualsiasi motivo un atleta, che vince ed avanza nelle eliminatorie, non può disputare l'incontro questo viene sostituito o dall'atleta di riserva per quell'incontro o l'avversario dell'atleta dell'ultimo incontro. Ci sono delle eccezioni a questa regola, ad esempio nel caso in cui l'atleta che dovrebbe subentrare abbia perso l'incontro per knockout.

### Falli
Vengono considerati falli:
- Utilizzare la testa o il gomito per colpire l'avversario
- Attaccare l'avversario nella zona inguinale
- Effettuare proiezioni di wrestling o judo o tecniche di sottomissione (prese)
- Colpire con i pollici, soffocare o mordere l'avversario
- Colpire l'avversario alla gola
- Attaccare l'avversario quando è al tappeto o si sta rialzando
- Attaccare l'avversario dopo che l'arbitro ha chiesto una pausa (break)
- Aggrapparsi alle corde.
- Insultare l'arbitro.
- Portare tecniche di pugno sulla parte posteriore della testa.
- Cercare di far cadere l'avversario dal quadrato di gara (ring)
- Uscire volontariamente dal ring durante l'incontro
- Attaccare l'avversario che si gira e mostra la schiena (a meno che l'avversario non abbia più la volontà di combattere)
- Attaccare l'avversario con un colpo backspin in una parte non autorizzata.
- Caricare nelle braccia dell'avversario con la testa tenuta bassa (head-butt)
- Combattere in maniera passiva senza attaccare, ad esempio continuando a trattenere e a fare tecniche di clinch all'avversario.
- Attaccare l'avversario più di una volta, tenendogli la gamba o tenendogli il collo con entrambe le mani.

L'atleta è punito in questa maniera:
- Caution (trad. cautela): ammonnimento verbale dell'arbitro. Due Caution diventano un Warning.
- Warning (trad. attenzione): cartellino giallo. Due Warning diventano un Point Deduction.
- Point Deduction (trad. punti di penalità): cartellino rosso. Tre Point Deduction in una ripresa significano la squalifica.

È automatico il cartellino rosso nel caso di un fallo intenzionale.

## Vincitori dei tornei

### K-1 World Grand Prix
- 1993 -  Branko Cikatić
- 1994 -  Peter Aerts
- 1995 -  Peter Aerts
- 1996 -  Andy Hug
- 1997 -  Ernesto Hoost
- 1998 -  Peter Aerts
- 1999 -  Ernesto Hoost
- 2000 -  Ernesto Hoost
- 2001 -  Mark Hunt
- 2002 -  Ernesto Hoost
- 2003 -  Remy Bonjasky
- 2004 -  Remy Bonjasky
- 2005 -  Semmy Schilt
- 2006 -  Semmy Schilt
- 2007 -  Semmy Schilt
- 2008 -  Remy Bonjasky
- 2009 -  Semmy Schilt
- 2010 -  Alistair Overeem
- 2024 -  Ariel Machado

### K-1 World MAX
- 2002 -  Albert Kraus
- 2003 -  Masato
- 2004 -  Buakaw Por. Pramuk
- 2005 -  Andy Souwer
- 2006 -  Buakaw Por. Pramuk
- 2007 -  Andy Souwer
- 2008 -  Masato
- 2009 -  Giorgio Petrosyan
- 2010 -  Giorgio Petrosyan
- 2024 -  Stoyan Koprivlenski

### K-2 World Grand Prix
- 1993 -  Ernesto Hoost
- 1994 -  Ernesto Hoost
- 1995 -  Rob Kaman

### K-3 World Grand Prix
- 1995 -  Ivan Hippolyte

### K-1 World Grand Prix -65kg
- 2014 -  Kaew Fairtex

### K-1 World Grand Prix -60kg
- 2015 -  Koya Urabe

### Titolo dei Pesi Massimi K-1
- Badr Hari (2007-2008)
- Kyotaro Fujimoto (2008-2011)

### Titolo dei Pesi Supermassimi K-1
- Semmy Schilt (2007-2013)

## Finalisti ed altri kickboxer di rilievo
- Jérôme Le Banner
- Ray Sefo
- Musashi
- Masaaki Satake
- Mike Bernardo
- Francisco Filho
- Glaube Feitosa
- Kaolan Kaovichit
- Artur Kyshenko
- Daniel Ghiță
- Artëm Levin
- Choi Hong-Man
- Yoshihiro Sato

- Errol Zimmerman
- Mighty Mo
- Yusuke Fujimoto
- Gökhan Saki
- Tyrone Spong
- Melvin Manhoef
- Taiei Kin
- Changpuek Kiatsongrit
- Rico Verhoeven
- Andy Ristie
- Sergei Kharitonov
- Mike Zambidis